# Andreas Rödder

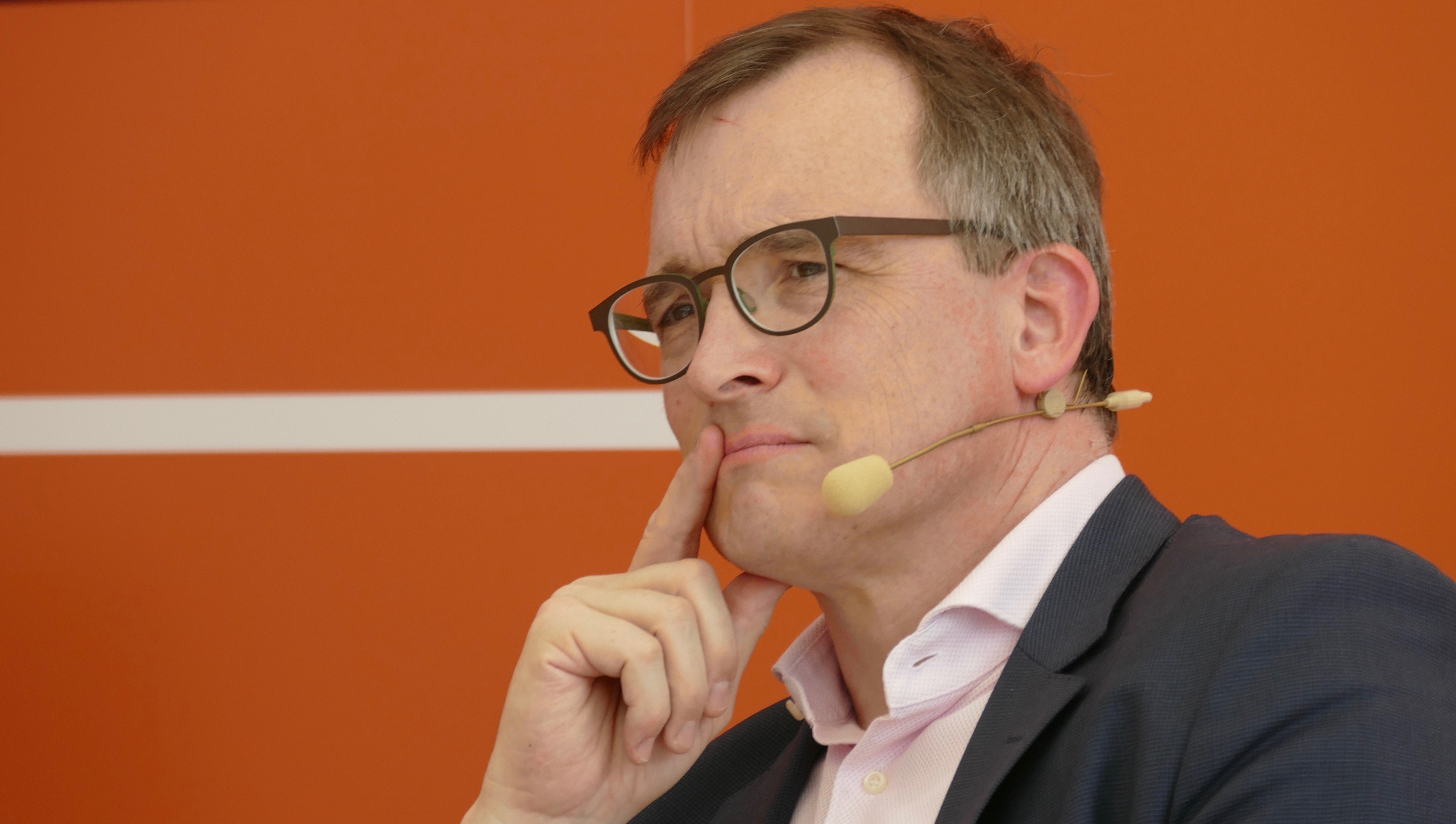
Andreas Rödder auf der Leipziger Buchmesse 2019

Andreas Rödder (* 11. Juli 1967 in Wissen/Sieg) ist ein deutscher Historiker. Er ist seit 2005 Professor für Neueste Geschichte an der Johannes Gutenberg-Universität Mainz und Senior Fellow am Kissinger Center for Global Affairs an der Johns Hopkins University in Washington D.C. Er ist Leiter der liberal-konservativen Denkfabrik Republik21, die er im November 2021 gründete. Von Frühjahr 2022 bis September 2023 war er Vorsitzender der CDU-Grundwertekommission.

## Leben
Nach dem Abitur am Kopernikus-Gymnasium Wissen im Juni 1986 studierte Rödder von 1986 bis 1991 Geschichte und Germanistik an den Universitäten Bonn, Tübingen und Stuttgart. Im Oktober 1991 legte er in Tübingen das Erste Staatsexamen für das Lehramt an Gymnasien ab. Von 1992 bis 1994 war Rödder Promotionsstipendiat der Konrad-Adenauer-Stiftung und 1992/1993 bei der Edition „Akten zur Auswärtigen Politik der Bundesrepublik Deutschland“ am Institut für Zeitgeschichte in München und dem Auswärtigen Amt in Bonn tätig. Im Februar 1995 wurde er in Bonn mit einer von Klaus Hildebrand betreuten Arbeit über Julius Curtius und die deutschen Außenpolitik promoviert (Zweitgutachter war Alexander Fischer). Bereits im Oktober 1994 war er als Wissenschaftlicher Assistent von Eberhard Jäckel an das Historische Institut der Universität Stuttgart gewechselt. 2001 habilitierte er sich dort mit einer Studie über Die radikale Herausforderung. Die politische Kultur der englischen Konservativen zwischen ländlicher Tradition und industrieller Moderne 1846–1868, für die er 1998/1999 Forschungsstipendien der Fritz Thyssen Stiftung für Archivstudien in England erhalten hatte.
Von 2001 bis 2005 war Rödder Hochschuldozent am Historischen Institut der Universität Stuttgart, 2001/02 Stipendiat am Historischen Kolleg München und 2004 Visiting Professor an der Brandeis University in Waltham, Massachusetts (USA). Im April 2005 wurde Rödder zum ordentlichen Professor für Neueste Geschichte an die Johannes Gutenberg-Universität Mainz berufen. Im akademischen Jahr 2012/2013 nahm er die Gerda-Henkel-Gastprofessur an der London School of Economics and Political Science und am Deutschen Historischen Institut London wahr. Im Kollegjahr 2017/2018 war Rödder Honorary Fellow am Historischen Kolleg in München und 2020–2023 Helmut Schmidt Distinguished Visiting Professor an der School of Advanced International Studies an der Johns Hopkins University in Washington D.C.
Rödder gehört unter anderem dem Herausgeberbeirat der European Council Studies sowie den Wissenschaftlichen Beiräten der Historischen Zeitschrift und des Hauses der Geschichte der Bundesrepublik Deutschland in Bonn / Leipzig / Berlin an. Er ist seit 2008 Präsident der Stresemann-Gesellschaft e. V. Im Jahr 2019 wurde Rödder von der Bundesregierung in die Fachkommission zu den Rahmenbedingungen der Integrationsfähigkeit berufen.
An der Bischöflichen Kirchenmusikschule Essen absolvierte Rödder die C-Kirchenmusikerprüfung. Er ist seit 1987 als Kirchenorganist und war von 2000 bis 2006 als Jazzpianist bei der Jazzband „Tambosi“ engagiert.
Rödder forscht und publiziert zu diversen Themen der neueren Geschichte und Zeitgeschichte, darunter das Viktorianische Zeitalter und die Geschichte des europäischen Konservatismus, den Wertewandel in Moderne und Postmoderne, die Weimarer Republik und die internationale Politik der Zwischenkriegszeit, die Geschichte der Bundesrepublik Deutschland sowie die Zeitgeschichte nach 1990.

## Persönliches
Andreas Rödder ist mit Silvana Rödder verheiratet und hat mit ihr drei Töchter.

## Werk

### Deutschland einig Vaterland(2009)
Unter dem Titel Deutschland einig Vaterland veröffentlichte Rödder 2009 eine Geschichte der deutschen Wiedervereinigung, die er im Vorwort als Epochenwende bezeichnet, und zwar „quer zu den großen Tendenzen der Zeit: gerade als Europa sich angesichts der mikroelektronischen Revolution und der wirtschaftlichen Internationalisierung, der Integration seiner Staaten und des postmodernen Wertewandels von der Idee des Nationalstaats klassischer Prägung entfernte, wurde er in Deutschland wieder hergestellt – und dies auf eben jene Weise, die im Westen in längst vergangener Zeit einmal erhofft und inzwischen als unrealistisch abgetan worden war. Die deutsche Einheit war voller Merkwürdigkeiten.“
Axel Schildt schrieb dazu in der Zeit, die große Stärke des Buches liege in der Darstellung des Weges zur deutschen Einheit, „die auf der Basis intensiver Recherchen verfasst wurde“. Rödder kombiniere geschickt die Darstellung der internationalen Rahmenbedingungen, des turbulenten Geschehens in der DDR und der Handlungshorizonte in der Bundesrepublik. Auch Claudia Schwartz lobte in der NZZ die Einbeziehung der außenpolitischen Dimension der Vereinigung und das „diplomatische Tauziehen“, das Rödder mit einem „Blick fürs Wesentliche“ rekapituliere. So trage Rödders Buch „seinen Teil dazu bei, zählebigen Legenden entgegenzuwirken“.
Konrad Hugo Jarausch sieht die Darstellung Rödders zu Mauerfall und deutscher Wiedervereinigung als markanten Beitrag im Kontext einer „kanonisierenden Geschichtsinszenierung“ des 20-jährigen Jubiläums. Dessen Vereinigungsperspektive relativiere zwar die These von der friedlichen Revolution etwas, bringe aber eine Reihe eigener Probleme mit sich. „Indem sie sich auf die internationalen, west- und ostdeutschen Politiker konzentriert, verliert sie manchmal die ostdeutschen und osteuropäischen Bürger aus den Augen, deren Aufbegehren den Anstoß zum Sturz des Kommunismus gab.“ Jarausch bemängelt eine fehlende Auseinandersetzung mit lokalen Dokumenten aus der DDR und mit konkurrierenden Interpretationen angloamerikanischer Forschung.
Franziska Augstein lobt Rödders „prägnante“ Analyse der außenpolitischen Dimension der Wiedervereinigung, kritisiert aber seine Bewertung der Wendepolitik als zu einseitig. Seine uneingeschränkte Zustimmung zu Kohls Wiedervereinigungspolitik sei „irritierend“. Ferner stört sich Augstein an Rödders Forderung nach weniger staatlicher Lenkung, die die Rezensentin als „neoliberal“ auffasst.

### 21.0. Eine kurze Geschichte der Gegenwart(2015)

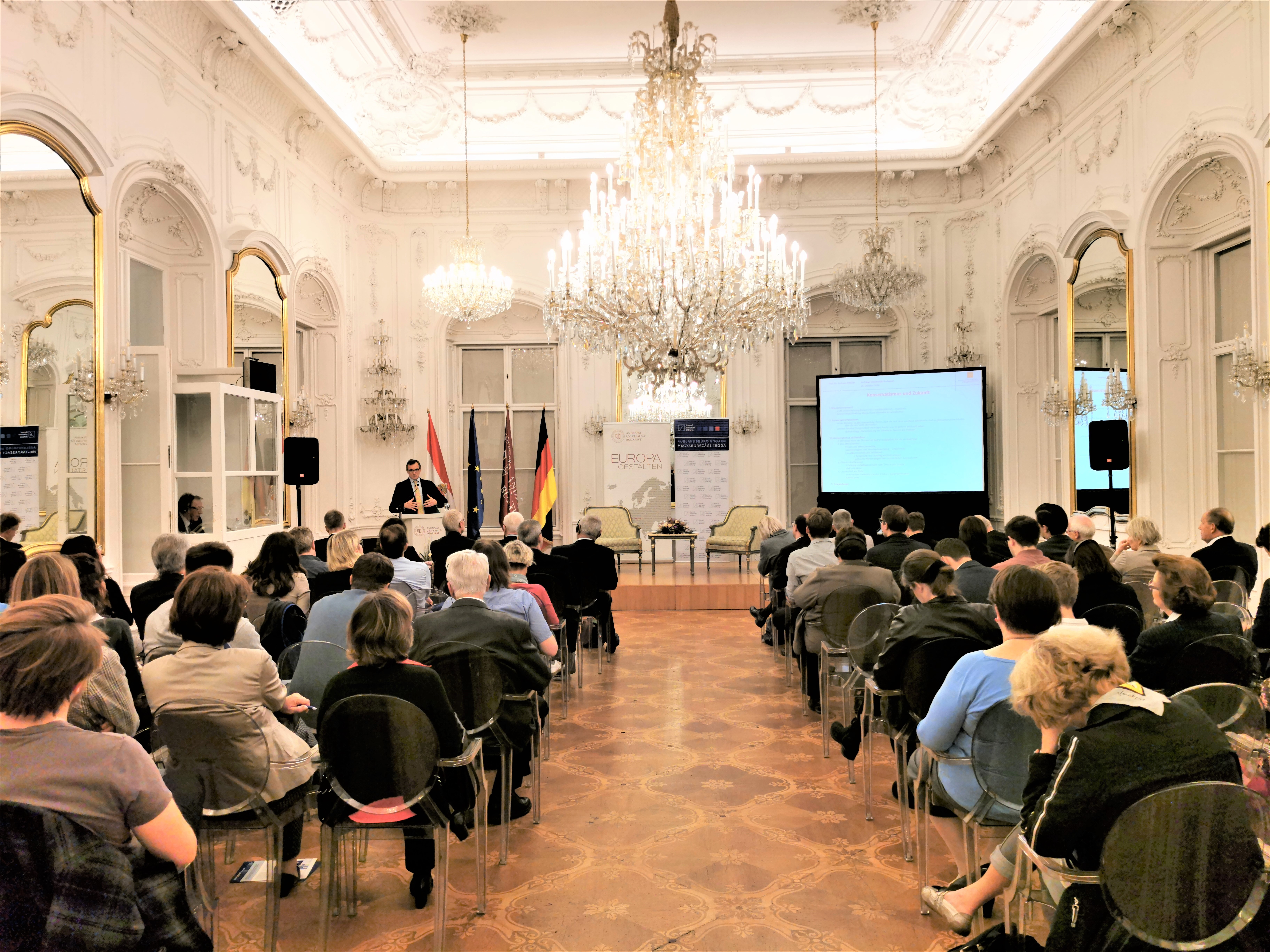
Vorlesung von Andreas Rödder in der Universität Andrássy Budapest

Öffentliche Resonanz fand auch Rödders 2015 erschienenes Buch 21.0. Eine kurze Geschichte der Gegenwart. Hans-Peter Schwarz schrieb dazu in der FAZ: „Ein erstaunliches Buch, ein erstaunlicher Autor! […] Seit Ralf Dahrendorf und Erwin Scheuch ist in der Bundesrepublik niemand mehr aufgetreten, der die gesellschaftlichen, ökonomischen, politischen und moralischen Probleme unserer Gegenwart mit so viel Sinn für Empirie, Theorie und geschichtlichem Differenzierungsvermögen zu erörtern versteht.“ Frank Bösch bescheinigt Rödder, ein mutiges Buch verfasst zu haben. Es zeige, wie man aus der Beschäftigung mit Geschichte Urteilskraft in der Gegenwart gewinnen könne. Dabei sei es nicht nur für die anvisierte breite Leserschaft interessant, sondern hinsichtlich der Konzeption wie auch in den eher essayistischen Teilen ebenfalls für Fachhistoriker, indem sich Rödder mit zeithistorischen Rückblicken zu gegenwärtigen Veränderungen einerseits positioniere, aber zudem unterschiedliche Deutungen anführe. „Er umgeht vertraute Narrative und Zäsuren und erkundet Themen, die viele Menschen mit Besorgnis verfolgen. Zudem entgeht er der Gefahr, aus der Gegenwart Teleologien zu entwerfen. Rödder betont die nicht-intendierten Folgen von Veränderungen und damit auch die jeweils offene Zukunft.“ Mit 21.1: Eine kurze Geschichte der Gegenwart (2023) legte Rödder eine gründlich überarbeitete Neuauflage vor.

### Wer hat Angst vor Deutschland?(2018)
„Deutschland steckt in einem Dilemma. Allenthalben wird erwartet, dass es politische Führung übernimmt. Doch wenn es dies tut, ist der Vorwurf der deutschen Dominanz vorprogrammiert.“ In Wer hat Angst vor Deutschland? erzählt Rödder was dahintersteht: die Geschichte der ‚deutschen Stärke‘ in Europa, die alle Katastrophen des 20. Jahrhunderts überlebt hat, die Geschichte deutscher Selbstbilder als Kulturnation und die Geschichte der vielen zwiespältigen Gefühle der Nachbarn gegenüber Deutschland – die bis heute immer wieder präsent sind. Laut Gustav Seibt besteht der wichtigste Verdienst dieser Monographie darin, dass Rödder bei seiner Feststellung „fortdauernder Virulenz des deutschen Problems nicht zu Fatalismus neigt, sondern es zu einem europäischen Problem macht“. Für Seibt ist dies „ein Buch gegen die historische Blindheit von rechts wie von links“.

## Politische Positionen und gesellschaftspolitisches Engagement
Rödder ist Mitglied der CDU. Während des Landtagswahlkampfs 2011 und des Landtagswahlkampfs 2016 in Rheinland-Pfalz war Rödder im Schattenkabinett von Julia Klöckner für den Bereich Bildung, Wissenschaft und Kultur verantwortlich. Nach der Wahl des CDU-Bundesvorsitzenden Friedrich Merz wurde Rödder im Frühjahr 2022 zum Leiter der Fachkommission „Wertefundament und Grundlagen der CDU“ berufen. Als Leiter der CDU-Grundwertekommission arbeitete er bis zu seinem Rücktritt im September 2023 an dem neuen Grundsatzprogramm der CDU Deutschlands mit.
2019 legte Rödder mit Konservativ 21.0 eine Standortbestimmung eines liberalen Konservatismus als „Agenda für Deutschland“ vor, die Eric Gujer als „das knappste und zugleich präziseste Kompendium dessen, was Bürgerlichkeit heute bedeutet“ charakterisierte.
Anfang 2021 beteiligte er sich an der Gründung des Netzwerk Wissenschaftsfreiheit, das für freie und kontroverse Sachdebatten und gegen Cancel Culture und Political Correctness eintrete.
Zudem leitet Rödder die Denkfabrik Republik21 e. V. (kurz: R21, Eigenbeschreibung: „Denkfabrik für neue bürgerliche Politik“), die im November 2021 an die Öffentlichkeit ging.
In einer CDU-internen Wahlanalyse zur Bundestagswahl 2021 diskutierte Rödder, ob die CDU in ihrem Namen auf den christlichen Bezug verzichten sollte. Einerseits sei das „C“ in Namen „ein festes Identitätsmerkmal“ für Parteimitglieder und ein „eingeführter Markenname“. Andererseits würde dies „Exklusivität signalisieren, wo die Union eigentlich auf Integration“ ziele und es gebe „gute Gründe für eine Flurbereinigung in der Namensfrage“.
Im September 2023 äußerte Rödder, dass er CDU-geführte Minderheitsregierungen ohne Absprachen mit der AfD für akzeptabel halte, Tolerierungsregierungen mit Absprachen hingegen nicht. Er empfahl, die AfD nicht zu überhöhen und erklärte, die „Brandmauer-Hysterie“ würde der AfD nur noch mehr Zulauf verschaffen. Daraufhin forderte der Vorsitzende des „Evangelischen Arbeitskreises“ der Unionsparteien (EAK), Thomas Rachel, die Ablösung von Rödder an der Spitze der CDU-Grundwertekommission. In Reaktion auf die Kritik an seiner Person aus den Reihen der CDU trat er als Vorsitzender der CDU-Grundwertekommission zurück.
Im Juli 2025 sagte Rödder, dass ein etwaiges Parteiverbot der AfD, das unweigerlich „flächendeckend zu rot-rot-grünen Parlamentsmehrheiten“ führt, „der sichere Weg in den Bürgerkrieg“ sei.

## Ehrungen und Auszeichnungen
- 2022: Publizistikpreis der Friedrich-August-von-Hayek-Stiftung[27]

## Schriften
Monographien
- Stresemanns Erbe. Julius Curtius und die deutsche Außenpolitik 1929–1931. Schöningh, Paderborn 1996, ISBN 978-3-506-77499-6 (Zugl.: Bonn, Univ., Diss., 1995).
- Die radikale Herausforderung. Die politische Kultur der englischen Konservativen zwischen ländlicher Tradition und industrieller Moderne 1846–1868. Oldenbourg, München 2002, ISBN 978-3-486-56655-0 (Zugl.: Stuttgart, Univ., Habil.-Schr., 2000).
- Die Bundesrepublik Deutschland 1969–1990 (= Oldenbourg Grundriss der Geschichte, Bd. 19a). Oldenbourg, München 2003, ISBN 978-3-486-56697-0.
- Deutschland einig Vaterland. Die Geschichte der Wiedervereinigung. C. H. Beck, München 2009, ISBN 978-3-406-56281-5.
- Geschichte der deutschen Wiedervereinigung (= C. H. Beck Wissen). C. H. Beck, München 2011, ISBN 978-3-406-62233-5.
- Was ist heute konservativ? Eine Standortbestimmung. Gollenstein, Merzig 2012, ISBN 978-3-863-90006-9.
- 21.0: Eine kurze Geschichte der Gegenwart. C. H. Beck, München 2015, ISBN 978-3-406-68246-9; erweiterte und aktualisierte Neuauflage unter dem Titel 21.1: Eine kurze Geschichte der Gegenwart  2023, ISBN 978-3-406-80096-2.
- Wer hat Angst vor Deutschland? Geschichte eines europäischen Problems. S. Fischer, Frankfurt am Main 2018, ISBN 978-3-10-397238-2.
- Konservativ 21.0: Eine Agenda für Deutschland. C. H. Beck, München 2019, ISBN 978-3-406-73725-1.
- Der verlorene Frieden. Vom Fall der Mauer zum neuen Ost-West-Konflikt. C. H. Beck, München 2024, ISBN 978-3-406-82143-1.

Herausgeberschaften
- Weimar und die deutsche Verfassung. Zur Geschichte und Aktualität von 1919. Hrsg. im Auftrag der Deutschen Nationalstiftung. Mit Beiträgen von Helmut Schmidt, Karl Dietrich Bracher, Carl-Ludwig Holtfrerich, Horst Möller, Fritz Stern und Michael Stolleis. Klett-Cotta, Stuttgart 1999, ISBN 978-3-608-94205-7.
- mit Thomas Hertfelder: Modell Deutschland. Erfolgsgeschichte oder Illusion? Mit Beiträgen von Dieter Langewiesche, Peter Pulzer, Gerhard A. Ritter, Manfred G. Schmidt, Mark Spoerer, Andreas Wirsching u. a. Vandenhoeck & Ruprecht, Göttingen 2007, ISBN 978-3-525-36023-1.
- mit Wolfgang Elz: Alte Werte – Neue Werte. Schlaglichter des Wertewandels. Mit Beiträgen von Christoph Böhr, Bernhard Bueb, Ute Frevert, Hans Joas, Klaus Naumann, Gerhard A. Ritter, Andreas Wirsching u. a. Vandenhoeck & Ruprecht, Göttingen 2008, ISBN 978-3-525-36379-9.
- mit Thomas Raithel und Andreas Wirsching: Auf dem Weg in eine neue Moderne? Die Bundesrepublik Deutschland in den siebziger und achtziger Jahren (= Schriftenreihe der Vierteljahreshefte für Zeitgeschichte – Sondernummer). Oldenbourg, München 2009, ISBN 978-3-486-59004-3.
- mit Wolfgang Elz: Deutschland in der Welt. Weichenstellungen in der Geschichte der Bundesrepublik. Vandenhoeck & Ruprecht, Göttingen 2010, ISBN 978-3-525-35895-5.
- mit Bernhard Dietz und Christopher Neumaier: Gab es den Wertewandel? Neue Forschungen zum gesellschaftlich-kulturellen Wandel seit den 1960er Jahren (= Wertewandel im 20. Jahrhundert, Bd. 1). Oldenbourg, München 2014, ISBN 978-3-486-75386-8.
- mit Daniel S. Hamilton und Gregor Kirchhof: Paradigm Lost? The European Union and the Challenges of a New World. Brookings, Washington D.C. 2021, ISBN 978-1-947-66112-7; dt.: Zeitenwende? Zur Selbstbehauptung der Europäischen Union in einer neuen Welt. Mohr Siebeck, Tübingen 2022, ISBN 978-3-161-61361-6.

Film
- Die Deutschen II: Gustav Stresemann und die Republik (Historikerkommentar, ZDF 2010)